# Brześć Wschodni
Brześć Wschodni (biał. Брэст-Усходні, ros. Брест-Восточный) – stacja kolejowa w Brześciu, w obwodzie brzeskim, na Białorusi, na linii kolejowej łączącej Baranowicze z Brześciem. Na stacji zatrzymują się też pociągi obsługujące połączenia z Pińskiem, Łunińcem i Mińskiem (w tym poprzez tzw. elektryczki).
Stacja należy do Oddziału Mińskiego Kolei Białoruskich, dokładniej – Kierunek Brzeski (Брестское направление БЖД).
Między Brześciem Wschodnim a Brześciem Centralnym znajduje się ponadto rozjazd w kierunku Chocisławia i kolejowego przejścia granicznego z Ukrainą (Chocisław-Zabłocie), a następnie w kierunku Kowla i Kijowa.